# シヌイ
シヌイ (Shinui, שינוי) は、イスラエルの政党。政教分離を訴えている。1992年にマパム、シヌイ、ラッツは合流して政党連合メレツになった。1997年にシヌイはメレツから独立した。中道主義を掲げているのだが、中道右派とする見方もある。シヌイは自由主義インターナショナルのメンバーである。党首はヨセフ「トミー」・ラピド。「シヌイ」はヘブライ語で「変化」を意味する。
2003年1月28日の選挙では、クネセトの定数120のうち15議席を獲得しリクードと労働党に続いて第3党となったが、2006年の選挙前にトゥヌア・ヒロニットと分裂し、2006年3月28日の総選挙では両党ともに全議席を失った。